# Lothar Krauß
Lothar Krauß (* 29. Februar 1956 in Frankfurt am Main) war vom 16. Mai 2008 bis zum 24. November 2008 Vorsitzender der Eisenbahn-Gewerkschaft Transnet. Er wurde wegen seiner Zustimmung zu Boni-Zahlungen an Bahn-Manager kritisiert und trat nach einem halben Jahr im Amt zurück. Er löste Norbert Hansen ab, der vom Aufsichtsrat der Bahn zum Arbeitsdirektor der DB Holding AG bestimmt worden war. Krauß war auch stellvertretender Vorsitzender des Aufsichtsrats der Deutschen Bahn AG, dem er ab dem 20. Juli 1999 angehörte.

## Leben
Von 1973 bis 1976 wurde Krauß bei der Deutschen Bundesbahn im Werk Frankfurt zum Energieanlagen-Elektroniker ausgebildet. Im Jahr 1974 engagierte sich Krauß als Jugendbeauftragter erstmals gewerkschaftlich. 1983 wurde er Geschäftsführer und Erster Bevollmächtigter des Transnet-Vorläufers GdED (Gewerkschaft der Eisenbahner Deutschlands) in der Ortsverwaltung Darmstadt und damit hauptamtlicher Gewerkschafter. 1993 wurde er Bezirksleiter des GdED-Bezirks Frankfurt/Main, 1996 Mitglied des Geschäftsführenden Vorstandes. Krauß war von 1999 bis Mai 2008 stellvertretender Vorsitzender der GdED/Transnet und in diesem Amt zuständig für die Bereiche Mitbestimmung und Finanzen und wurde als Nachfolger Hansens ohne Gegenkandidaten zum Vorsitzenden gewählt.
Neben seiner Gewerkschaftstätigkeit ist Krauß noch Aufsichtsratsvorsitzender der Sparda-Bank Baden-Württemberg und war Vorsitzender des Verwaltungsrates der Deutschen Beamten Versicherung.
Lothar Krauß ist Mitglied der SPD.

## Rücktritt
Sein Rücktritt als Transnet-Chef im November 2008 war nach eigenen Angaben eine Reaktion auf heftige Kritik innerhalb der Gewerkschaft und verlorenes Vertrauen der Mitglieder, nachdem sein Vorgänger Norbert Hansen ins Bahn-Management und somit ins Arbeitgeberlager gewechselt war. Krauß hatte diesen Schritt Hansens verteidigt. Auch der politische Streit um den Börsengang der Bahn sei mit ein Grund für den Rückzug gewesen.